# Renault Estafette
Renault Estafette – samochód dostawczy, który występował w wielu wersjach nadwozia. Produkowany był przez koncern Renault w latach 1959–1980 oraz do 1986 roku w Meksyku.

## Historia
Historia samochodu Renault Estafette rozpoczęła się w 1952 roku. Guy Grosset-Grange przekonał prezesa Renault do szybkiego wdrożenia projektu oznaczonego symbolem R213x. Samochód był niewielki, posiadał samonośne nadwozie oraz chłodzony cieczą i napędzający przednie koła silnik umieszczony z przodu. Napęd stanowił czterocylindrowy silnik o pojemności 845 cm³ i mocy 32 KM. Sprawdzona i trwała jednostka nosiła nazwę Ventoux i napędzała m.in. modele Renault 4CV oraz Renault Dauphine. Zastosowano manualną, całkowicie zsynchronizowaną 4-biegową skrzynię oraz niezależne zawieszenie kół. Nadwozia zostało wykonane z blachy stalowej. Kabinę kierowcy wyposażono w system wentylacji i ogrzewania. W 1957 roku na ulicę wyjechał pierwszy prototyp pojazdu. Projektowi nadano nazwę Estafette, co – w tłumaczeniu na język polski – oznacza goniec, kurier. Premiera Renault Estafette odbyła się we wrześniu 1959 roku podczas Salonu Samochodowego w Paryżu, po czym dostawczy pojazd o ładowności 600 kg trafił do sprzedaży. Samochód oferowany był w kilkunastu typach nadwozia. Poza podstawowym furgonem oferowano także 9-osobowego mikrobusa zwanego „Alouette”, wersję pick-up z krytą plandeką, furgon lub mikrobus z podwyższonym dachem, a także wersję pod zabudowę specjalistyczną. Renault Estafette eksploatowano w policji, żandarmerii, armii francuskiej, straży pożarnej, a także w służbach medycznych jako ambulans (ze wzmocnionymi elementami zawieszenia). W maju 1962 roku wprowadzono zmodernizowaną wersję Estafette R2132/33 z silnikiem Sierra o pojemności 1108 cm³ i mocy 45 KM, znanym z modelu Renault 8. Ładowność wzrosła do 800 kg. Trzy lata później pojawiła się wersja R2134 z rozstawem osi przedłużonym o 380 mm i ładownością 1000 kg. Jesienią 1968 roku wprowadzono trzecią serię Estafette – R2136 z silnikiem 1289 cm³ o mocy 54 KM. Wprowadzono skrzynię biegów o zmienionych przełożeniach, dzięki czemu prędkość maksymalna wzrosła do 98 km/h. W kolejnych latach zmodyfikowano nadwozie, wprowadzając masywne zderzaki z odbojami, zmieniono kształt osłony wlotu powietrza, kloszy kierunkowskazów a także stylizację deski rozdzielczej. W 1972 roku wprowadzono podciśnieniowe wspomaganie układu hamulcowego. W 1975 roku rozpoczęto licencyjny montaż Estafette pod nazwą Dacia D6 w Rumunii. W czerwcu 1980 roku z taśmy montażowej zjechał ostatni Renault Estafette. Wyprodukowano łącznie 533 209 sztuk. W Meksyku produkcję kontynuowano do 1986 roku. Następcą został Renault Trafic.

## Dacia D6
W 1975 roku podjęto montaż licencyjny Renault Estafette z silnikiem 1,2 l w zakładach Dacii w Mioveni pod nazwą Dacia D6. Był to pierwszy dostawczy samochód produkowany przez Dacię. Montaż zakończono w 1978 roku, wyprodukowano 842 egzemplarze.

## Galeria

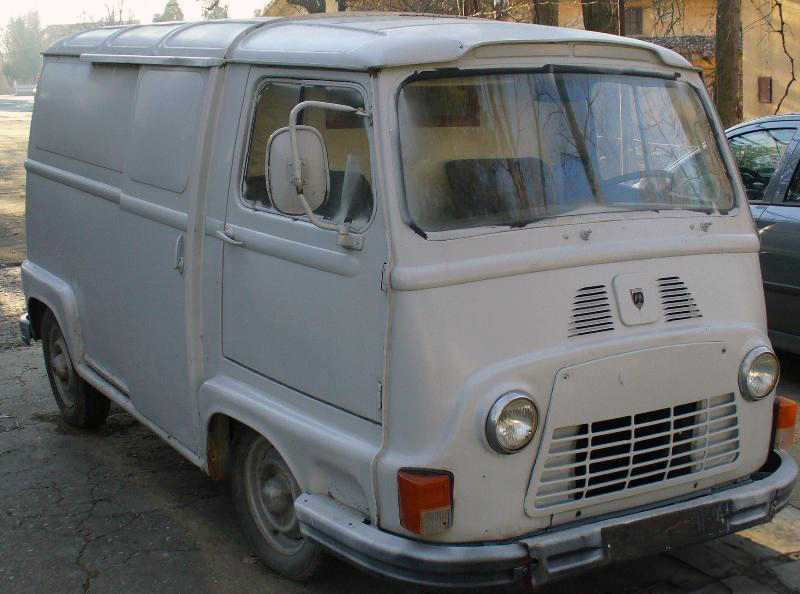
Dacia D6
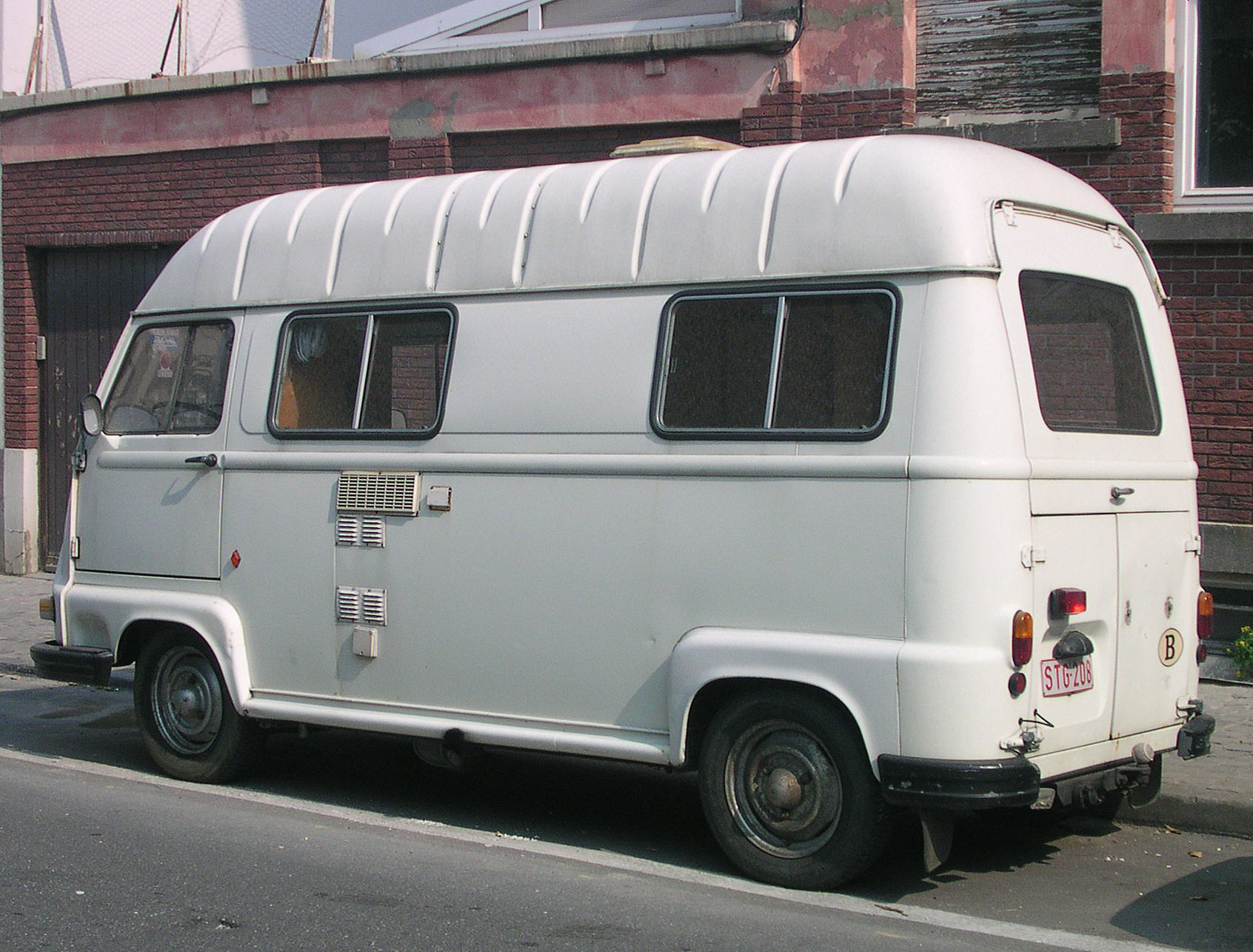
Renault Estafette – tył pojazdu
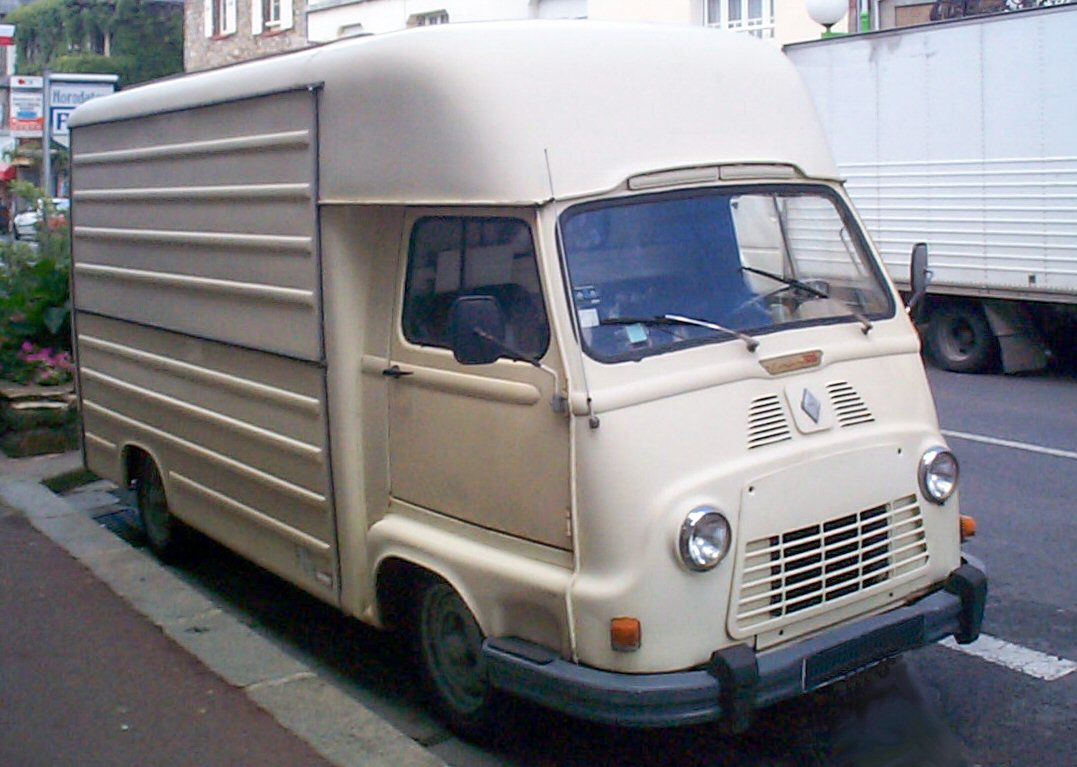
Renault Estafette
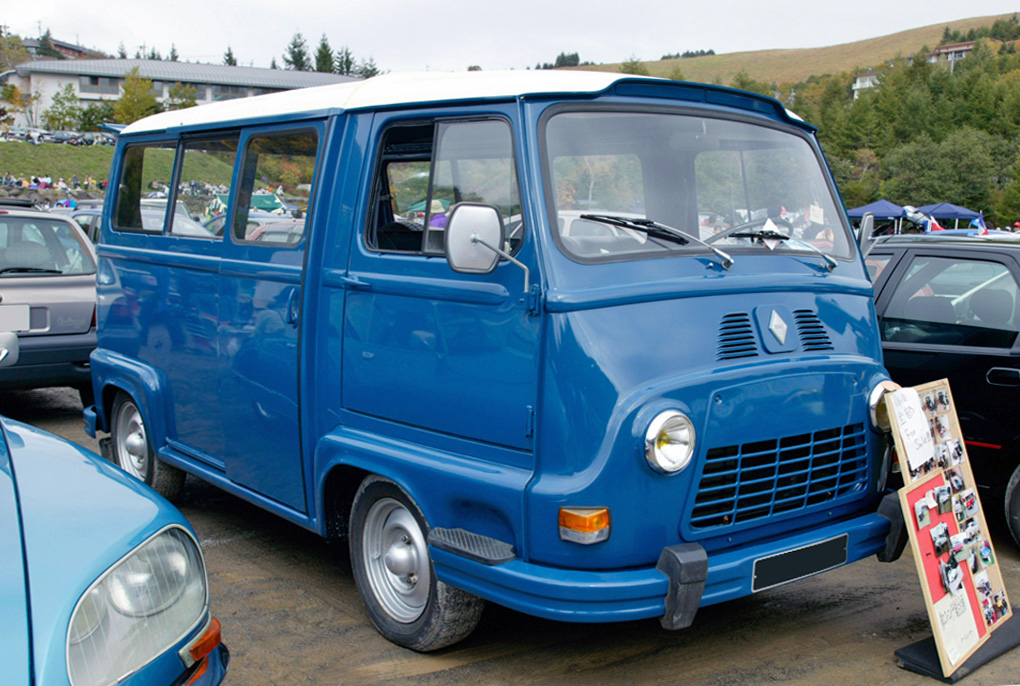
Renault Estafette